# Occupied Europe NATO Tour 1994-95
Albums de Laibach
NATO
(1994) Jesus Christ Superstars
(1996)
Occupied Europe NATO Tour 1994-95 est un album de Laibach, sorti le 12 août 1996.

## Historique
Cet album est sorti sous la forme d'un coffret comprenant un CD d'un concert enregistré au DC3 Dakota à Ljubljana et d'une cassette VHS (au format PAL ou NTSC) comprenant douze titres et un documentaire. Cet album est mixé au Studio 26 de Radio Slovenija. Il s'agit d'une édition limitée à 2000 exemplaires.

## Liste des titres

### CD
| No  | Titre                  | Auteur                             | Durée |
| --- | ---------------------- | ---------------------------------- | ----- |
| 1.  | N.A.T.O.               | Gustav Holst                       | 5:53  |
| 2.  | War                    | The Temptations                    | 4:06  |
| 3.  | Final Countdown        | Europe (groupe)                    | 5:38  |
| 4.  | In The Army Now        | Bolland & Bolland                  | 4:25  |
| 5.  | Alle Gegen Alle        | Deutsch Amerikanische Freundschaft | 3:51  |
| 6.  | National Reservation   | Paul Revere & the Raiders          | 3:46  |
| 7.  | 2525                   | Zager and Evans                    | 4:06  |
| 8.  | Mars On River Drina    | Stanislav Binički                  | 5:00  |
| 9.  | Everlasting Union      | Laibach                            | 4:08  |
| 10. | Leben Heißt Leben      | Opus                               | 5:32  |
| 11. | Sympathy For The Devil | Jagger/Richards                    | 5:41  |
| 12. | Trans-National         | Laibach                            | 4:48  |
| 13. | Wirtschaft Ist Tot     | Laibach                            | 4:56  |
| 14. | Geburt Einer Nation    | Queen                              | 4:38  |
| 15. | Opus Dei               | Opus                               | 6:28  |

## Versions
| Type          | Label         | Référence | Année | Pays        | Commentaires    |
| ------------- | ------------- | --------- | ----- | ----------- | --------------- |
| CD + VHS PAL  | The Grey Area | NSK2CDX   | 1996  | Royaume-Uni | édition limitée |
| CD + VHS NTSC | The Grey Area | NSK2CDX   | 1996  | Royaume-Uni | édition limitée |